# Drittschuldnererklärung
Die Drittschuldnererklärung ist im Zwangsvollstreckungsrecht nach Zustellung eines Pfändungsbeschlusses oder einer Pfändungsverfügung vom Drittschuldner auf Verlangen des Gläubigers abzugeben. Der Gläubiger hat damit ein Recht auf Auskunft über den Bestand und den Wert der gepfändeten Forderung.

## Rechtsgrundlage
Die Abgabe der Drittschuldnererklärung ist in § 840 ZPO eigenständig geregelt und besteht daher neben anderen Auskunftsansprüchen (z. B. gegen den Schuldner nach § 836 Abs. 3 ZPO). An der in der ZPO enthaltenen Regelung orientieren sich auch die Verwaltungs-Vollstreckungsgesetze des Bundes und der Länder und die Abgabenordnung.

## Wirksamwerden
Die Auskunftspflicht wird mit der wirksamen Zustellung des Pfändungsbeschlusses oder der Pfändungsverfügung begründet, wenn der Gläubiger die Abgabe der Drittschuldnererklärung ausdrücklich verlangt. Der Bestand der gepfändeten Forderung ist nicht erforderlich. Die Auskunftspflicht endet auch nicht mit der Überweisung der gepfändeten Forderung.

## Inhalt
Der Drittschuldner hat zu erklären,
- ob und inwieweit er die Forderung als begründet anerkennt und bereit ist Zahlung zu leisten;
- ob und welche Ansprüche andere Rechtssubjekte an die Forderung geltend machen;
- ob und wegen welcher Ansprüche die Forderung bereits für andere Gläubiger gepfändet ist;
- ob innerhalb der letzten zwölf Monate im Hinblick auf das Girokonto, dessen Guthaben gepfändet worden ist, eine Pfändung nach § 833a Abs. 2 ZPO aufgehoben oder die Unpfändbarkeit des Guthabens angeordnet worden ist;
- ob es sich bei dem Konto, dessen Guthaben gepfändet worden ist, um ein Pfändungsschutzkonto im Sinne des § 850k Abs. 7 ZPO handelt.

Weitergehende Angaben oder die Vorlage von Unterlagen sind nicht erforderlich. Der Gläubiger soll lediglich erkennen können, inwieweit seine Pfändung Aussicht auf Erfolg hat.

## Frist
Die Frist für die Abgabe der Drittschuldnererklärung beträgt zwei Wochen ab Zustellung des Pfändungsbeschlusses oder der Pfändungsverfügung an den Drittschuldner.

## Folgen der Nichtabgabe
Kommt der Drittschuldner seiner Auskunftspflicht überhaupt nicht, unvollständig oder zu spät nach oder gibt er eine falsche Erklärung ab, haftet er dem Gläubiger gegenüber für den daraus entstandenen Schaden. Der Anspruch auf Abgabe der Drittschuldnererklärung kann hingegen nicht eingeklagt werden.
Einige Verwaltungsvollstreckungsgesetze der Bundesländer sehen neben der Klage ein Zwangsgeldverfahren zur Erzwingung zur Abgabe der Drittschuldnererklärung vor. Das Zwangsgeldverfahren kann vor dem Klageverfahren oder anstatt des Klageverfahrens durchgeführt werden.

## Zivilrecht
Im Bankwesen wird bei Kreditsicherheiten diese Drittschuldnererklärung von Sicherungsnehmern wie Kreditinstituten beim Drittschuldner im Rahmen der offenen Abtretung oder Verpfändung benutzt. Zweck ist auch hier, dass der Sicherungsnehmer Auskunft über Bestand, Wert und etwaige Rangverhältnisse zu anderen Gläubigern erhält.